# Richard Donovan
Richard Donovan, född 29 maj 1901, död 13 maj 1985, var en amerikansk hastighetsåkare på skridskor. Han deltog vid olympiska spelet i Chamonix 1924. Han kom åtta på 5 000 meter och nia på 10 000 meter.

## Fotnoter
1. 1 2  läs online, www.sports-reference.com .[källa från Wikidata]